# Абросимово (Весьегонский район)
Абро́симово — опустевшая деревня в Весьегонском муниципальном округе (до 31 мая 2019 года — в Весьегонском районе) Тверской области. Входила в состав Кесемского сельского поселения.

## География
Деревня находится в 9 км юго-западнее села Кесьма, в 2 км северо-западнее железнодорожной платформы Овинище II Октябрьской железной дороги, на водоразделе рек Кесьма и Белая.    

## История
На месте деревни существовала одноимённая пустошь, которая между 1647 и 1669 годами была заселена переселенцами-карелами. С 60-х годов XVII века деревня в составе дворцовой карельской Пятницкой волости Бежецкого уезда. После дворцового переворота 1762 года Екатерина II жаловала здешние земли (в том числе деревню Абросимово) своему соратнику Евграфу Черткову. Не позднее 1811 года деревню унаследовали племянники Е.А. Черткова — Дмитрий Васильевич и Иван Васильевич Чертковы. К 1834 году владельцем деревни оставался уже один Иван Васильевич Чертков. На рубеже 1840-х — 1850-х годов деревня перешла во владение гвардейского капитана Александра Августовича фон дер Нонне и оставалась за ним до отмены крепостного права в 1861 году. 

Жители после отмены крепостного права занимались отходничеством: работали в Санкт-Петербурге или на судах на Волге и Мологе.   
Религия
До 1918 года жители деревни были прихожанами Воскресенской церкви села Пятницкое третьего округа Весьегонского уезда Тверской епархии.

## Название
Название — от мужского личного кириллического имени Амвросий (Абросим). 

## Население
| 2010 |
| ---- |
| 0    |

В 1669 году в деревне было 5 крестьянских дворов с 15 душами мужского пола. 

В 1859 году во владельческой деревне Абросимово 2 стана Весьегонского уезда в 9 дворах проживали 76 человек (36 мужчин и 40 женщин).

По данным Всероссийской переписи населения 2002 года в деревне Абросимово Тимошкинского сельского округа Весьегонского района проживал 1 человек, русский.